# Клара Морган
Клара Морган (на английски: Clara Morgane) е артистичен псевдоним на Емануел Орели Мюно (Emmanuelle Aurelie Munos) – френска порнографска актриса, модел, певица, телевизионен водещ и бизнесдама. Родена е на 25 януари 1981 г. в град Марсилия, Франция.

## Кариера
От 12-годишна възраст започва да се изявява като модел за агенция „Хура“.
През 2000 г. напуска Марсилия и се премества в Париж, след което решава да влезе в индустрията за възрастни. Тя открива своята страст към порното на 19-годишна възраст, когато посещава еротично изложение в Париж.
През 2001 г. печели порнографската награда Hot d'Or за най-добра френска звезда.
Снима фотосесии за еротични списания като „FHM“, „Пентхаус“, „Плейбой“, „Максим“ и други.
Френското издание на списание „FHM“ я нарежда на осмо място в класацията си за 100-те най-сексапилни жени на планетата.
Тя е първата французойка на корицата на американското издание на еротичното списание „Пентхаус“.
През 2007 г. започва музикалната си кариера. Има издадени три албума – DéClaraTions (2007), Nuits Blanches (2010) и So Excited (2014).
Морган притежава собствена марка бельо.
Написала е автобиография, наречена „Секс звезда“.

## Награди
- 2001: Hot d'Or награда за най-добра френска звезда.[6]
- 2002: Пентхаус любимка за месец май.[7]

## Списания
- 2002: „FHM“, Франция (корица) – брой за месец февруари.
- 2002: „Плейбой“, Франция (корица) – март.
- 2002: „Пентхаус“, САЩ (корица) – май.
- 2006: „Максимал“, Франция (корица) – януари.
- 2010: „FHM“, Франция (корица) – декември.